# كاركارودونتوصور

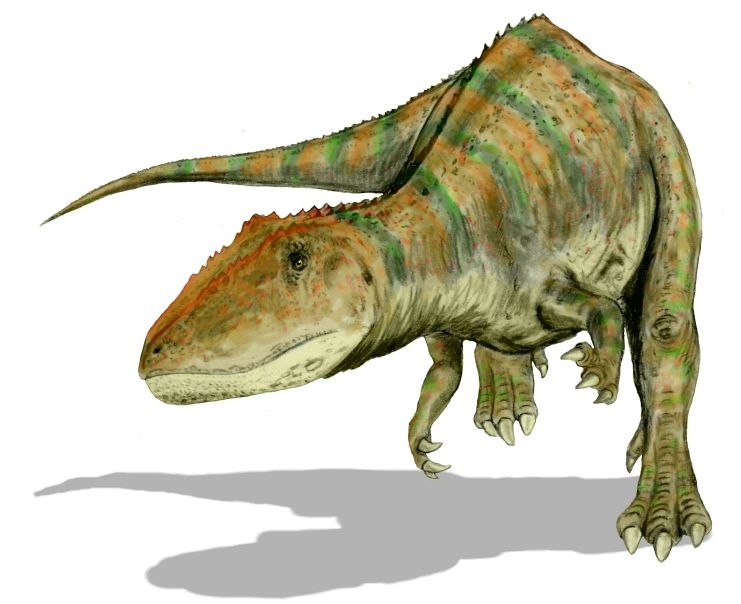
كاركارودونتوسوريس

كاركارودونتوسوريس (بالإنجليزية: Carcharodontosaurus)‏ هو ديناصور عملاق من أكلي اللحوم من فصيلة الثيروبودا. عاش أثناء مرحلة السينوماني من العصر الطباشيري منذ حوالي 93 مليون سنة. وكان يبلغ طوله حوالي 12 إلى 13 متر ويبلغ وزنه حوالي أربعة أطنان. عثر على هيكل عظمي لهذا الديناصور في شمال أفريقيا. اسمه يعني “'السحلية ذات الاسنان الحادة”.
كانت منطقة الصحراء الكبرى القديمة أرضا خصبة في العصر الكريتاسي. وعاش الكاركارودونتوسوروس هناك على ضفاف الأنهار حيث كان يتغذى على حيوانات يستطيع صيدها. وكانت جمجمته أكبر من جمجمة تيرانوصور المتوحش الذي كان يعيش في ذلك العصر فيما يسمى اليوم أمريكا الشمالية ولكنه كان انحف جسما من التيرانوصور. وكان ديناصور جيجانتوصور الذي كان يعيش في أمريكا الجنوبية يشبهه في الحجم ويعتبر من أقربائه.
ويعرف الكاركارودونتوسوريس من أسنانه ذات النتوءات التي تميز أنواع الثيروبودا على كل مساحاتها العليا.
اكتشف الإحثائي الألماني «أرنست شترومر فون رايشنباخ» الكارارودونتوسورس عام 1931 وكان أول من وصفه. وقد قام «شترومر» بتصنيف الكاركارودونتوصور على أساس تشابه أسنانه من أسنان الديناصورات المتوحشة آكلة اللحوم وتشابهها مع أسنان القرش الأبيض «كاركارودون».

## وصفه في بعض الصور

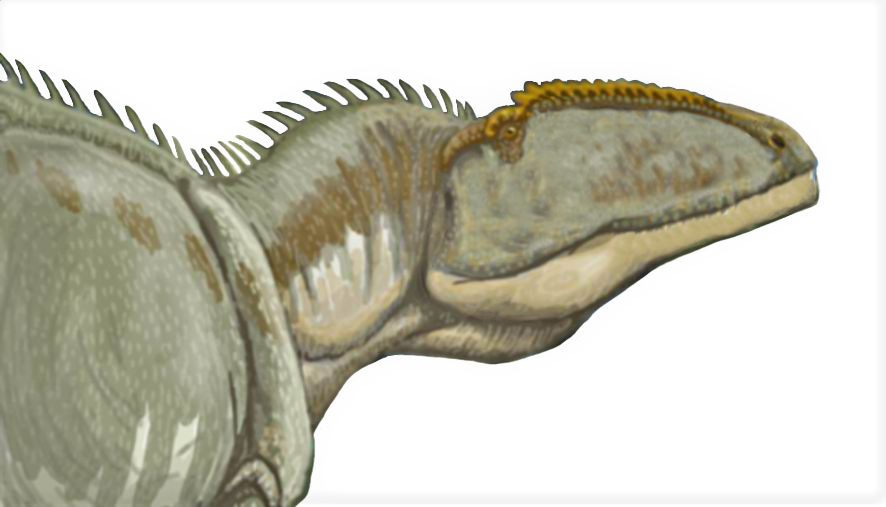
جمجمة الكاراكارودونتوسوس
مقارنة حجمه (باللون البني) مع أحجام الثيروبودات الكبيرة
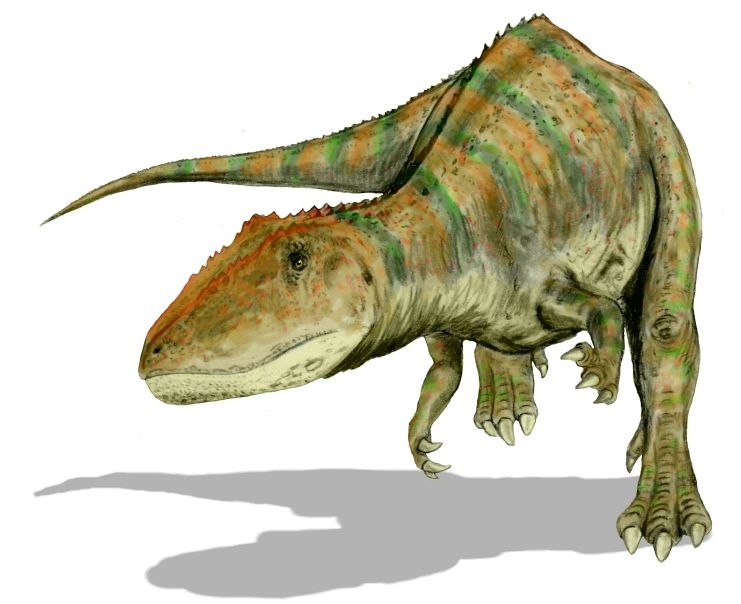
رسم تخيلي عن شكله، مبني على أحفوراته
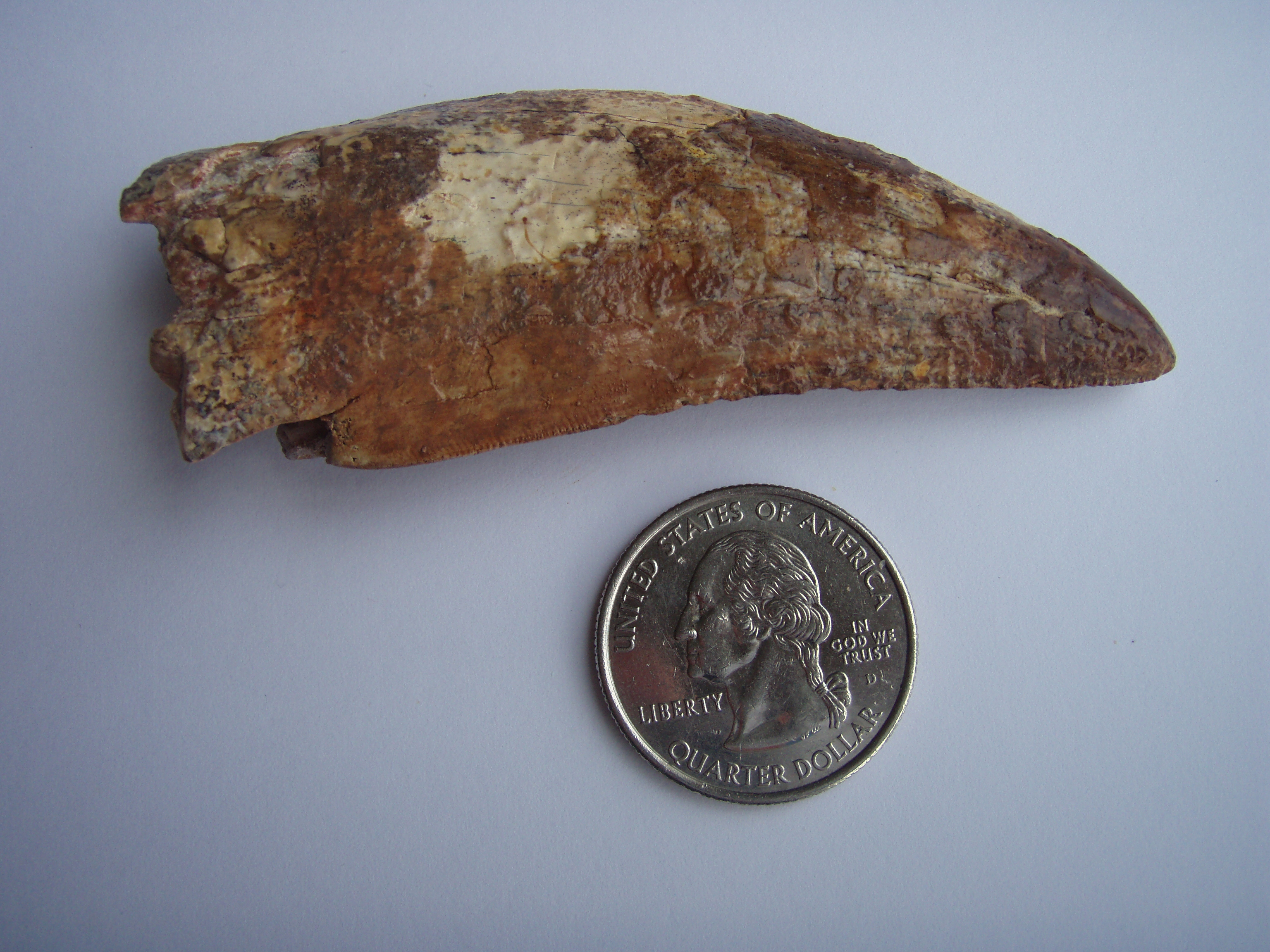
مقارنة سنة منه بعملة ربع دولار

## اقرأ أيضا
| - بحرية صور - سبينوصور (الديناصور المصري) - قائمة الديناصورات في مصر - قائمة الديناصورات - وادي الحيتان بمصر - زاحف ما قبل التاريخ | - جيرافاتيتان - الطيور - ديناصور ذو ريش - أورنيثوديرا - أركوصورات - ثيروبودا |  |

## وصلات خارجية
- Student Identifies Enormous New Dinosaur December 7 2007 from the Science daily
- Discovery Channel Videos: Monsters Resurrected: Biggest Killer Dino
- Carcharodontosaurus at DinoData